# 白云乡 (蒲江县)
白云乡，是中华人民共和国四川省成都市蒲江县曾经下辖的一个乡。2019年12月，撤销白云乡，将其所属行政区域划归朝阳湖镇管辖。

## 行政区划
白云乡撤销前下辖以下地区：
窑埂村、蜈蚣村、桥楼村、尖峰村、龙门村和鞍山村。